# Poiocera abdominalis
Poiocera abdominalis är en insektsart som beskrevs av Walker 1858. Poiocera abdominalis ingår i släktet Poiocera och familjen lyktstritar. Inga underarter finns listade i Catalogue of Life.